# Серп (часопис)
«Серп» (пол. Sierp) — польськомовне пропагандистське періодичне видання, спрямоване до сільського населення, що проживало на території Радянської України. Виходило з червня 1922 в Києві. Прийшло на зміну «Голосу комуніста». 1937 року перетворене на «Радянський голос».